# Конюшина золотиста
{{#ifeq:0|0|{{#if:|{{#if:Trifoliumaureum|[[]}}|}}}}
Конюшина золотиста (Trifolium aureum) — вид рослин з роду Конюшина родини бобові (Fabaceae).

## Опис
Загальна довжина коливається від 15 до 40 см. Стебло пряме, трохи підіймається, досить гіллясте, на ньому простежуються короткі волоски, які вкривають його зовні. Листки чергові, розташовані на коротких черешках, трійчасті, завдовжки 20 мм завдовжки та 6-9 мм завширшки. Прилистки мають довгасто-ланцетну форму. Квітки жовтого кольору, після безпосереднього відцвітання буріють. Квіти зібрані в суцвіття, які мають вигляд пухких, кулястих або довгастих головок завдовжки 1,2-2 см та завширшки 1,3 см. Суцвіття численні на верхній частині стебла та бічних пагонів у пазухах листя на волосистих квітконосах, довжина яких складе близько 2-5 см. Плід — біб, містить одне зернятко.
Містить наступні компоненти: флавоноїди, серед них можна відзначити флавоноли, ізофлавони, а також є біоханін А, кверцетин, рутин, кемпферол, ізорамнетин, геністейн, гіперозид, ізокверцитрин, трифолін, ононін, гіперозид.

## Екологія
Пристосовані до піщаних ґрунтів, доходять до висот від 1200 до 2100 м над рівнем моря. Зустрічається на берегах річок, суходільних луках, лісових галявинах, узбіччями доріг. Цвітіння триває з кінця червня до серпня, а плодоношення — в липні. Розмножується насінням.
Певного догляду при вирощуванні не потрібно.

## Використання
Траву використовують з лікарською метою. Термін зберігання цієї сировини не повинен перевищувати 2 років, після чого вона втрачає свої лікарські якості. Заварюють та п'ють при діареї, гінекологічних проблемах, непритомних станах, як болезаспокійливий засіб. Також може бути використана як настоянка від шуму в голові.
З рослини готують відвар, який додають в ванночку при купанні маленьких дітей. Позитивно впливає на роботу серця і легенів, нормалізує їх діяльність.
У тваринництві  становить інтерес як кормова культура.

## Поширення
Розповсюджена на Кавказі, в північно-східній Іспанії, східній Франції, північному заході Німеччини, субальпійському поясі Швейцарії та Австрії, Канарських островах, центральній Швеції, південній Фінляндії, Лівані, східній Туреччині, західному Ірані, Македонії, Молдові, Білорусі, європейській частині Росії, Приморському та Сахалінському районі, а також в Україні. Натуралізована у США та Канаді.

## Підвиди
- Trifolium aureum aureum
- Trifolium aureum barbulatum